# Noordelijke katvogel
De noordelijke katvogel (Ailuroedus jobiensis) is een van de meer dan twintig soorten prieelvogels. De vogel werd in 1895 als aparte soort beschreven door Lionel Walter Rothschild. Later werd de soort als ondersoort van de zwartoorkatvogel (A. melanotis) beschouwd. Volgens in 2016 gepubliceerd onderzoek is de status van soort verdedigbaar.

## Kenmerken
De soort is gemiddeld 29 cm lang en lijkt sterk op de zwartoorkatvogel, maar iets lichter groen van boven en met een iets lichter gekleurde buik.

## Verspreiding en leefgebied
De soort komt voor in montane, tropische bossen op noordhellingen in het centrale bergland in het westen van Nieuw-Guinea op hoogten tussen de 600 en 2300 meter boven zeeniveau. Als afgesplitste soort komt de soort niet voor op de Rode Lijst van de IUCN.